# Carme Sala i Rodon
Carme Sala i Rodon (Molins de Rei, 29 de gener de 1910 - 2003) fou una pintora i il·lustradora catalana.

## Biografia
Esperonada pel seu pare, estudià a l’Escola de la Dona, situada a la ronda de Sant Antoni de Barcelona, amb el pintor noucentista Rafael Benet. Durant el curs 1929-1930 estudià a la Llotja (perspectiva i anatomia) amb el dibuixant Joan G. Junceda. El 1926, als setze anys, feu la primera exposició, juntament amb Matilde Torrens (o Torrents, com apareix citada al Repertori de catàlegs d’exposicions col·lectives d’art a Catalunya, 2002, IEC, una altra jove pintora alumna també de Rafael Benet, que fou l’organitzador d’aquesta exposició a les Galeries «Arts» del carrer de Salmerón de Barcelona). Entre 1927 i 1928 realitzà il·lustracions per a revistes de l’època com, per exemple, En Patufet, el setmanari infantil Jordi i revistes molinenques com Germanor i Camins. Amb només 18 anys fou admesa com a sòcia numerària del Cercle Artístic de Sant Lluc.
El fet que Carme Sala no sigui coneguda més enllà del seu entorn molinenc es deu a la Guerra Civil, que va estroncar la seva trajectòria: la mort del seu espòs al front la feu recloure a casa del seu pare, on es va dedicar a la cura de la seva petita filla. Durant la postguerra exercí de mestra de dibuix i pintura per a nens i joves del poble i també va exercir de pintora realitzant marines, paisatges, natures mortes i pintura de flors, moltes per encàrrec. Així, doncs, feu de la pintura el seu recurs econòmic davant de la difícil situació de vídua i de mare amb una filla per pujar. A mitjan anys 60 s'inicià en la pintura al natural i convertí la llum i l'aire –a la manera dels impressionistes que admirava– en la temàtica central de tota la seva producció artística fins al final: la llum i l'aire són presents als seus paisatges, a les seves marines, a les seves natures mortes. També realitzà retrats i figures. La seva producció aquarel·lista no és menys notòria.
El 1947 participa en l’Exposició de la Casa de Cultura i Biblioteca de la Caixa de Pensions de Molins de Rei: hi participen també molts dels seus alumnes. El 1950 exposa al mateix lloc amb Dorin Calatayud. Practicà també la pintura mural decorant l'antiga capella del col·legi molinenc Sant Miquel. El 1954 mostra les seves pintures –juntament amb Francesc Oliver i la seva antiga condeixeble Matilde Torrens– en el Club Fotogràfic de Molins. El 1963, amb bona part dels seus alumnes, intervé al 1r Saló de Primavera de Pintura Local (Molins) i el 1965 a la Sala «Studi», situada al seu domicili, participa en una mostra col·lectiva. El seu vessant il·lustrador es documenta mitjançant les vinyetes realitzades per a l'auca Història sense parió de nostra santa missió (1950) i per l'Auca de l'estació de Lavern (1958).
Carme Sala i Rodon ha estat un referent, dissortadament inconegut més enllà del seu entorn molinenc, com a pintora i dibuixant i com a mestra que ensenya a mirar i a traduir allò observat plàsticament. Interessa fer notar que signà les seves primeres obres com «Carme Sala» i, a partir de la postguerra, com «C. Sala» o com «Sala» amagant el seu nom de dona, cosa que fou sovint força habitual en el segle xix i primers anys del XX entre les artistes, per evitar ser jutjades de diferent manera que els seus col·legues masculins. En el cas de Carme Sala, la seva signatura asexuada es podria explicar per l'ambient extremadament misogin que es respirava en els primers anys dels franquisme i que va durar fins, pràcticament, els anys 60.